# Khaldé
Khaldé (Khaldeh) (en arabe : خلدة) est une ville côtière située à 12 kilomètres au sud de Beyrouth, au Liban. Elle est réputée comme destination touristique en été, notamment pour ses diverses stations balnéaires et restaurants.
Des fouilles archéologiques, prouvent que le site est occupé depuis au moins 1000 av. J.-C..

## Monuments
En 2018, le président de la république libanaise, Michel Aoun y inaugure une statue équestre de l'ancien ministre Magid Arslan.